# Kloster Vornbach

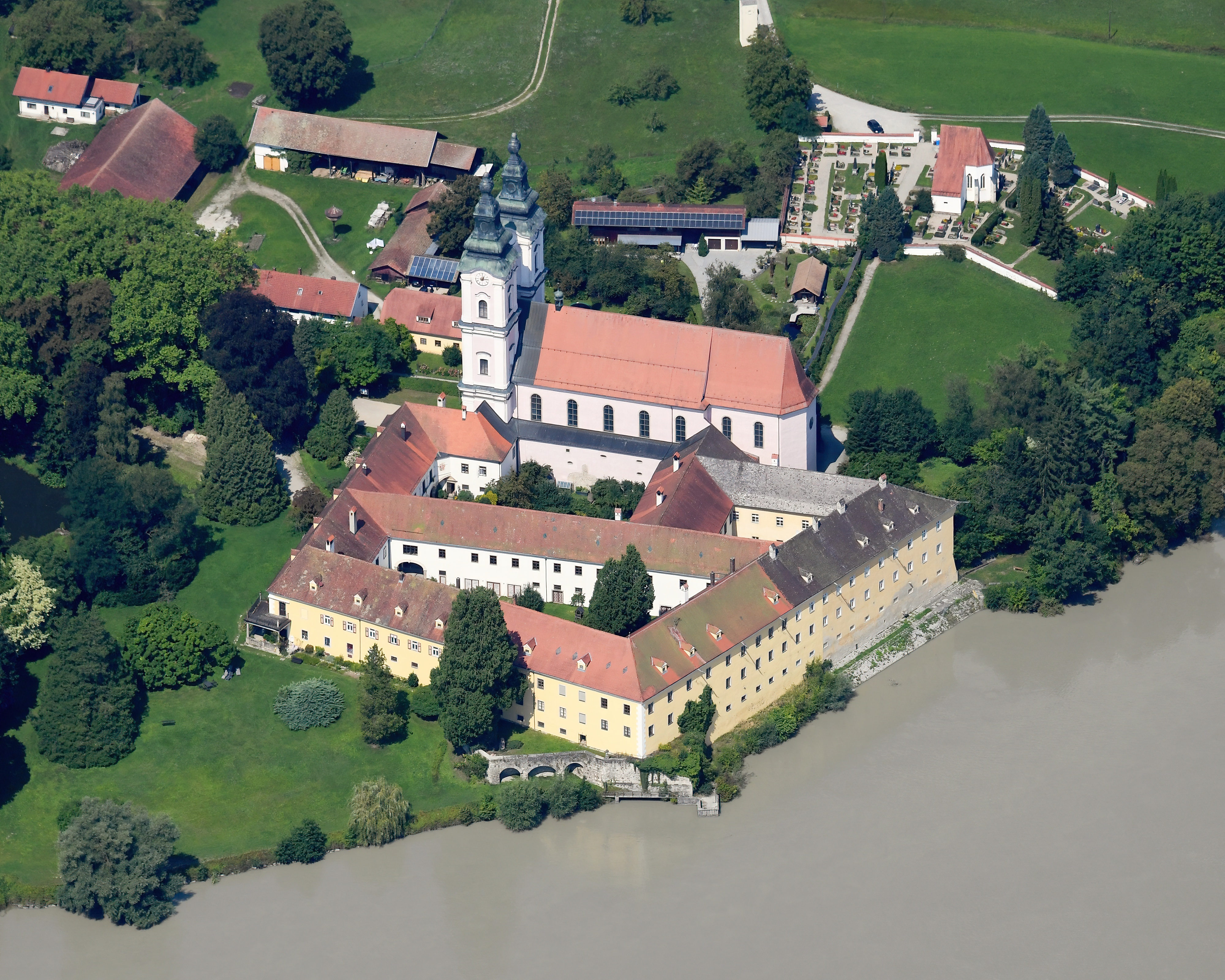
Luftbild von Kloster und Friedhofskirche Vornbach

Das Kloster Vornbach (lat. Abbatia ad Formbach) ist eine ehemalige Benediktinerabtei in Vornbach, Gemeinde Neuhaus am Inn, Bayern. Nach der Aufhebung des Klosters 1803 im Zuge der Säkularisation in Bayern wurde die Klosterkirche als Pfarrkirche der Diözese Passau weitergenutzt, die übrigen Konventsgebäude zum Schloss Vornbach umgestaltet.

## Geschichte

### Von den Anfängen bis zum 14. Jahrhundert
Es wird vermutet, dass der heutige Gebäudekomplex des ehemaligen Klosters nahe der Vornbacher Enge auf Resten einer römischen Befestigungsanlage erbaut wurde, die zum Schutz des Verbindungsweges zwischen Juvavum (Salzburg) und Castra Batavia (Passau) angelegt wurde. Vor 1050 richtete Gräfin Himiltrud von Vornbach bei der Wallfahrtskirche „Maria am Sand“ in Vornbach ein Kollegiatstift ein, aus dem später das Kloster Vornbach hervorging.
1094 wurde das erwähnte Kollegiatstift Vornbach durch Graf Ekbert I. von Formbach und seine Frau Mathilde von Lambach-Pitten sowie Graf Ulrich von Windberg in ein Benediktinerkloster zu Ehren der Hl. Maria und des Hl. Benedikt umgewandelt. Alle vier Stifter stammen aus der Familie der Grafen von Formbach, deren namensgebender  Stammsitz sich einige Kilometer innaufwärts befand. Bischof Ulrich I. von Passau weihte den Benediktinermönch Berengar († 29. Oktober 1108) zum ersten Abt des Klosters.
In den folgenden Jahrzehnten geriet Graf Eckbert II. von Neuburg und Vornbach mit seinem Vetter Dietrich von Viechtenstein in einen Streit wegen der nahen Burg  Vornbach; Dietrich unterschrieb aber letztendlich 1120 die Stiftungsurkunde des erneuerten Klosters als Graf von Vormbach. Unter Vorbehalt der Beibehaltung des Grafentitels übergab er die Burg 1127 an das Kloster, wodurch beide Besitzungen vereinigt wurden. Unmittelbar nach Übergabe der Burg an das Kloster erbaute man an Stelle der Burg eine spätromanische doppeltürmige Basilika.
Von der Mitte des 12. Jahrhunderts bis zur späten Gotik beherbergte die Abtei eine bedeutende Schreibschule. Hier entstand 1421 eine kunstvoll gemalte Bibel. Die Abteikirche erhielt im 14. Jahrhundert einen neuen Chor.

### Vom 15. Jahrhundert bis zur Säkularisation
Im Jahre 1438 unterspülte ein schweres Hochwasser des Inn einen Klostertrakt, der daraufhin einstürzte. Mehrere Personen, darunter der damalige Abt, wurden von den Fluten mitgerissen, konnten aber einige Kilometer flussabwärts gerettet werden.

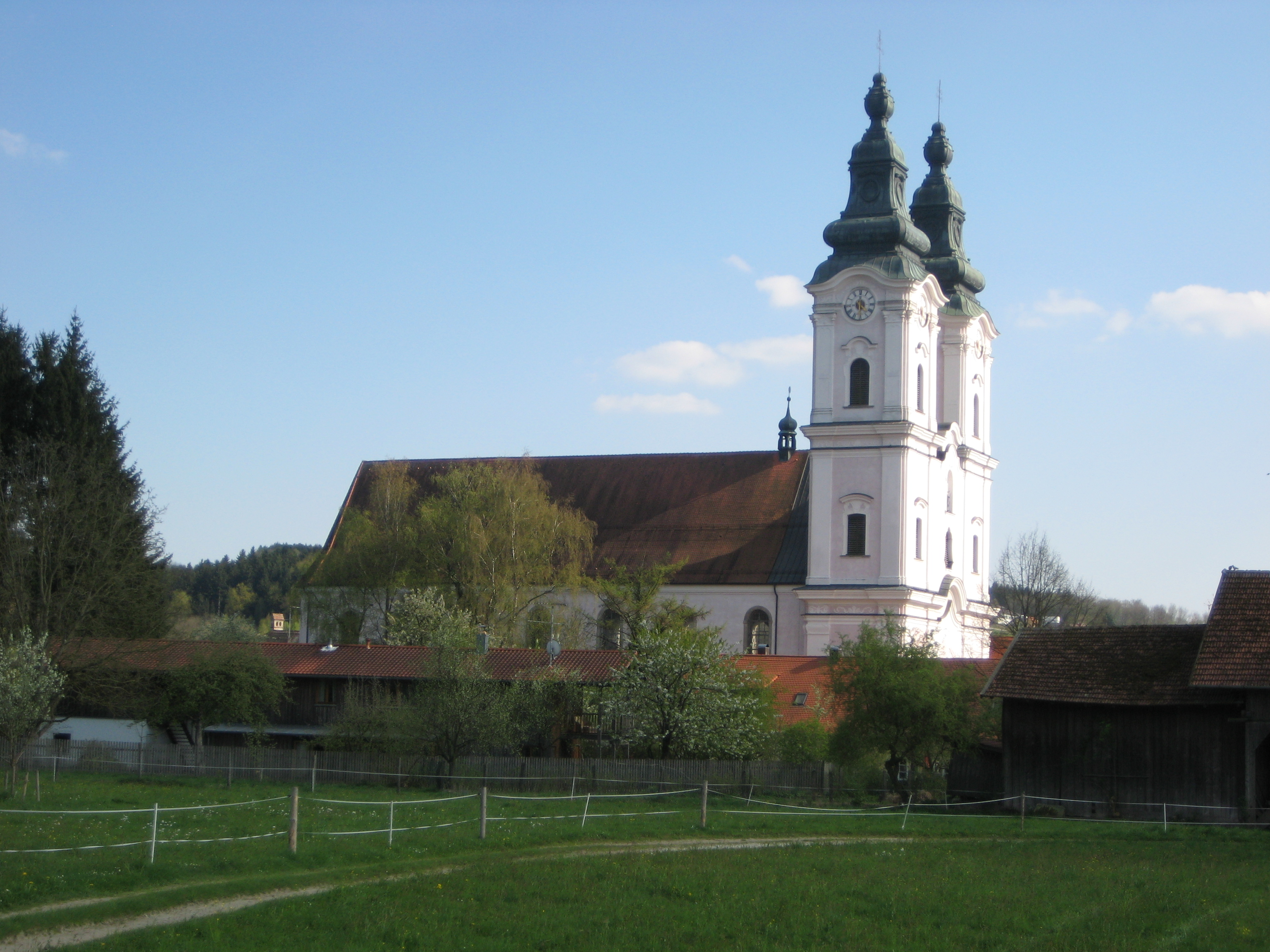
ehem. Abteikirche

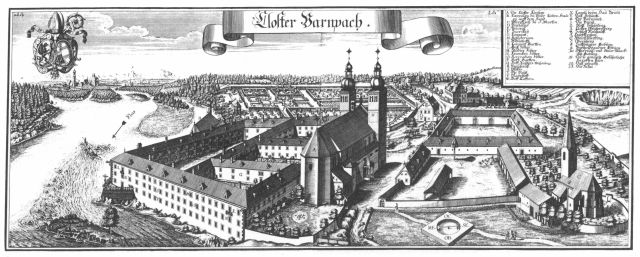
Vornbach (Kupferstich von Michael Wening von 1721): in der Mitte die doppeltürmige Klosterkirche, rechts die damalige Pfarrkirche St. Martin

Die heutige barocke Kirche wurde unter Abt Benedikt Heppauer von 1630 bis 1637 unter Einbeziehung der romanischen Umfassungsmauern und des gotischen Chores erbaut. Um 1700 entstanden die zweigeschossigen Abteigebäude. Unter Abt Clarus Faßmann erhielt die Kirche 1728 bis 1733 ihre spätbarocke Ausstattung.
Die Benediktinerabtei wurde 1803 im Zuge der Säkularisation in Bayern aufgelöst und sein Besitz vom Staat eingezogen. Die bisherige  Klosterkirche wurde ab 1806 als Pfarrkirche von Vornbach weitergenutzt, der nordöstliche Hof als Pfarrhof. Die übrigen Klostergebäude wurden  verkauft und im Laufe des 19. Jahrhunderts zum Schloss Vornbach umgestaltet.

### Äbte des Benediktinerklosters Vornbach

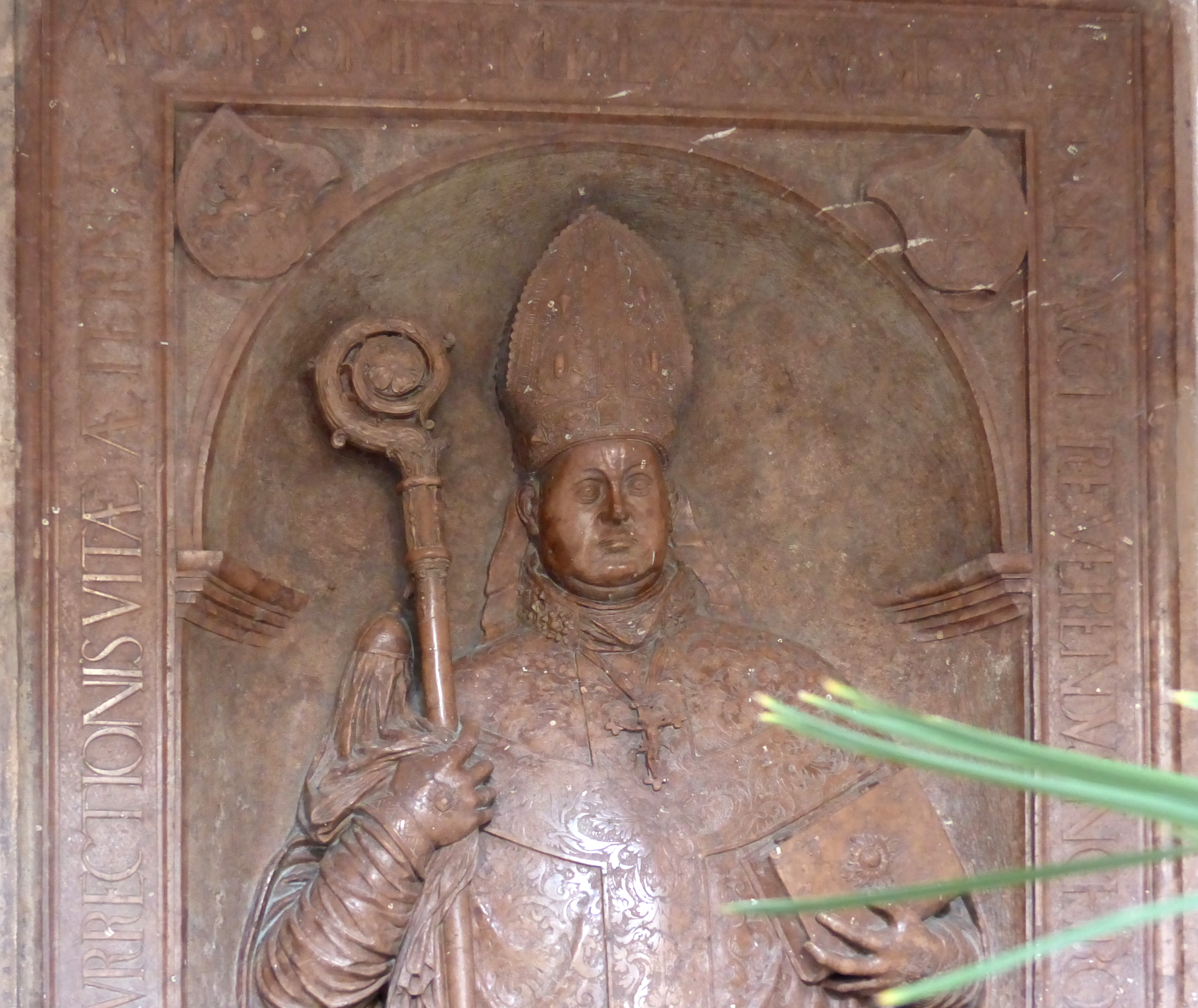
Ehem. Klosterkirche Vornbach, Epitaph des Abtes Christian Seßler († 1595)

- Berengar († 29. Oktober 1108), Abt 1094 bis 1108, erster Abt des Klosters  Vornbach
- Wirnto († 10. März 1127)[1]
- Engelschalk, Abt 1334 bis ca. 1349
- Konrad Peißer, Abt 1387 bis 1410
- Angelus Rumpler,  Abt 1501 bis 1513
- Wolfgang (I.) Stingler († 1563)
- Christian Seßler († 1595)
- Benedikt (I.) Heppauer, Abt 1624 bis 1645
- Wolfgang (II.) Islinger (1651–1723), Abt 1688 bis 1723
- Clarus Faßmann (1682–1747), Abt 1725 bis 1747
- Placidus Ponigl († 3. Juni 1823), Abt 1784 bis 1803, letzter Abt des Klosters  Vornbach

## Kirche

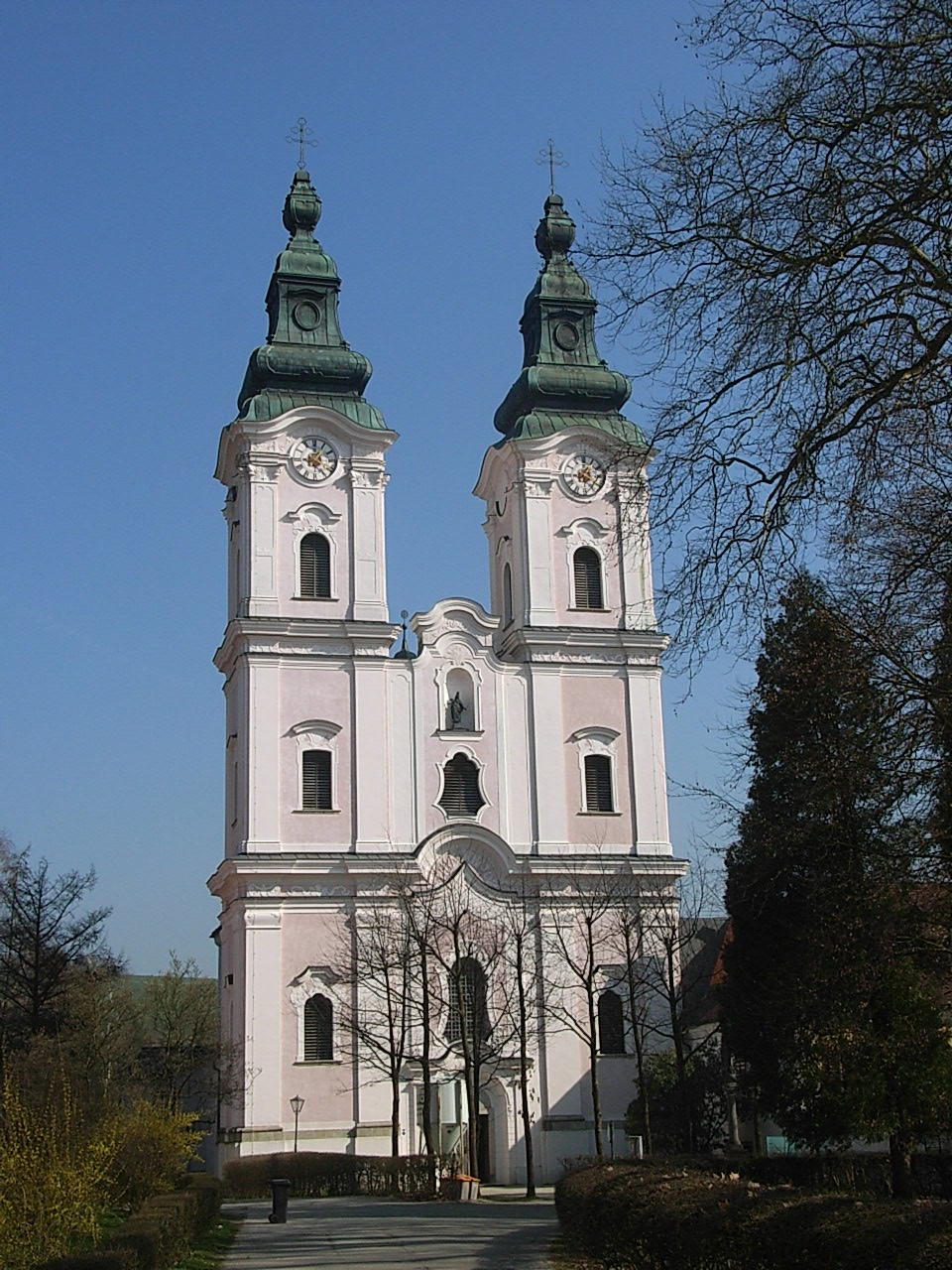
Hauptfassade der Klosterkirche

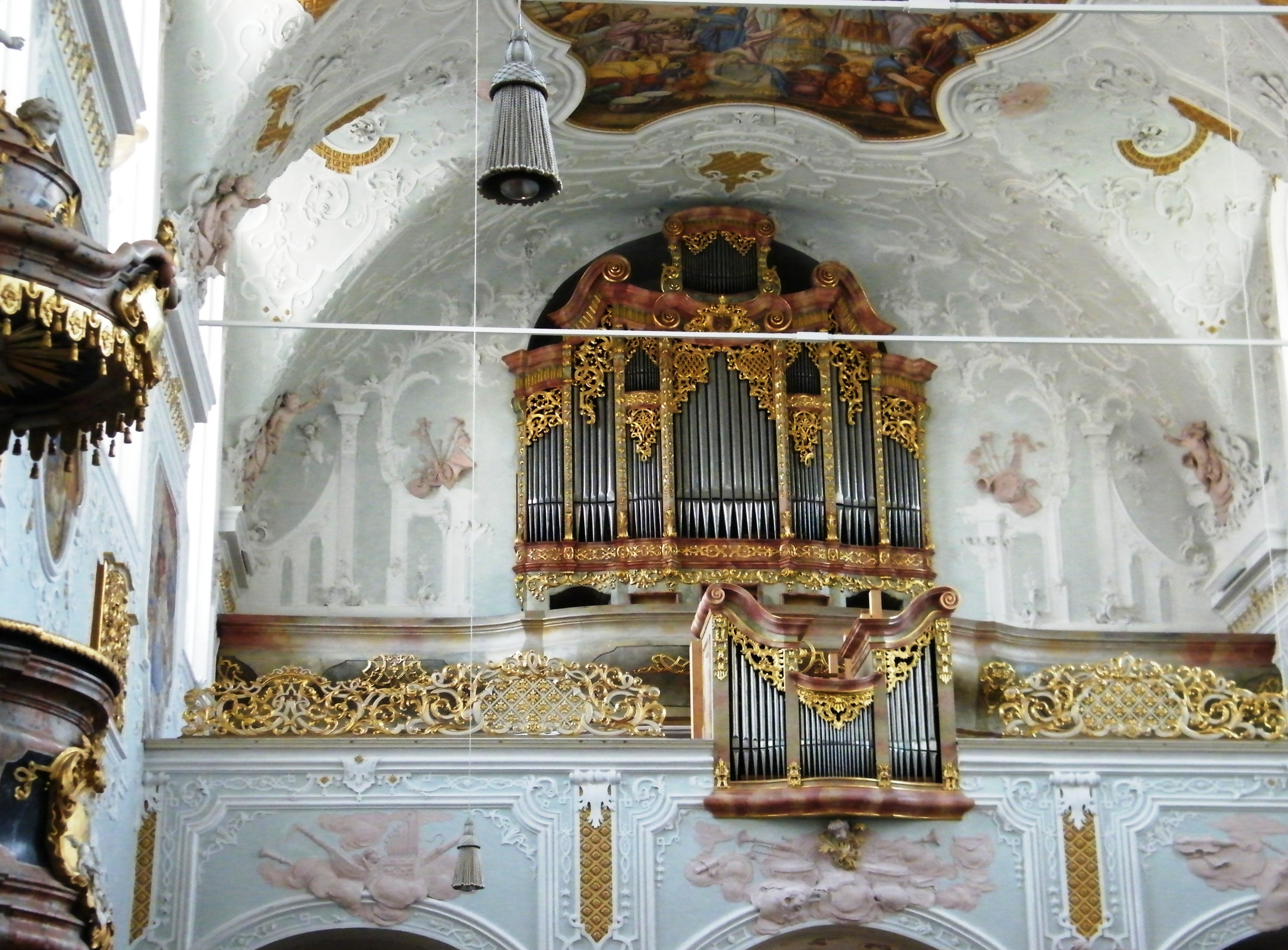
Ignaz Egedacher-Orgel von 1732

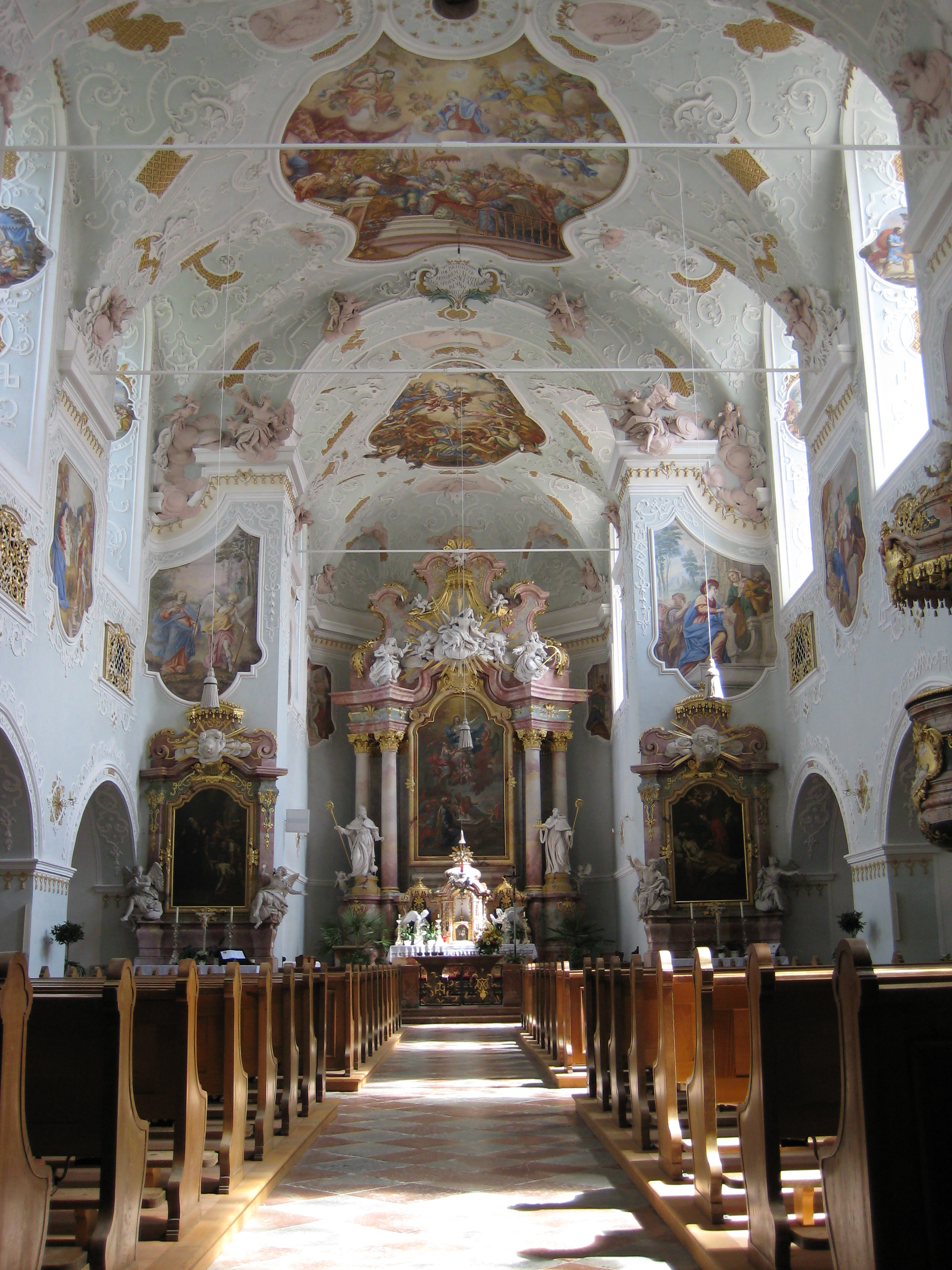
Innenraum der Klosterkirche

Die Fassade der doppeltürmigen Kirche entstand 1765 bis 1770 durch den Passauer Baumeister Johann Michael Schneitmann. Im Inneren fallen vier halbrunde Nischenkapellen auf. Im 20. Jahrhundert wurden die Veränderungen des 19. Jahrhunderts, insbesondere die Ersetzung des Wandstucks von Franz Josef Holzinger durch Ornamentenmalerei, wieder rückgängig gemacht. Die Freskomalerei, die vor allem Szenen aus dem Marienleben und im Chor Satans Sturz darstellt, stammt von Innozenz Anton Warathy. Der Hochaltar von Holzinger aus dem Jahr 1730 trägt ein Bild von Bartolomeo Altomonte, welches Maria Himmelfahrt zeigt.
Durch häufige Sprengungen im nahe gelegenen Steinbruch der Kapsreiter-Gruppe in Wernstein erhielt die Kirche einen Deckenlängsriss, der 1962 durch große eiserne Stangen wieder zusammengezogen wurde.

### Orgel
Die Orgel schuf Johann Ignaz Egedacher 1732. Sie wurde 2009 von Orgelbau Kuhn restauriert. Das Instrument hat 20 Register auf zwei Manualen und Pedal. Die Spiel- und Registertrakturen sind mechanisch. Eine Besonderheit ist die nach wie vor funktionierende Kalkantenanlage.
| I Oberwerk CDE–c3 |            |       |
| 1.                | Coppel     | 8′    |
| 2.                | Principal  | 4′    |
| 3.                | Flöten     | 4′    |
| 4.                | Superoctav | 2′    |
| 5.                | Duodecima  | 1 ⁄3′ |
| 6.                | Mixtur III | 1′    |

| II Hauptwerk CDE–c3 |              |       |
| 7.                  | Principal    | 8′    |
| 8.                  | Coppel       | 8′    |
| 9.                  | Gamba        | 8′    |
| 10.                 | Octav        | 4′    |
| 11.                 | Quint        | 2 ⁄3′ |
| 12.                 | Superoctav   | 2′    |
| 13.                 | Mixtur V     | 2′    |
| 14.                 | Cimbalum III | 1⁄2′  |

| Pedal CDE–g0 |              |       |
| 15.          | Violon       | 16′   |
| 16.          | Subbass      | 16′   |
| 17.          | Principal    | 8′    |
| 18.          | Octav        | 4′    |
| 19.          | Mixtur V     | 2 ⁄3′ |
| 20.          | Cimbalum III | 1′    |

- Koppeln: Schiebekoppel I/II
- Nebenregister: Nachtigall, Tremulant (Gesamtwerk)

### Gnadenbild
In der ersten hinteren Kapelle der linken Kirchenseite befindet sich eine Schnitzfigur Maria mit dem Kind aus der Zeit um 1475. Dieses Gnadenbild stammt von der Wallfahrtskirche „Maria am Sand“, die südlich der Abtei stand.

### Portalbogen
Die Inschrift auf einem Portalbogen lautet B A I F mit Jahreszahl 1638 und deutet auf einen Umbau des Klosters durch Abt Benedikt (I.) Heppauer hin. Das Gebäude des Klosters und späteren Schlosses stammen  im Wesentlichen aus der Zeit zwischen 1642 und 1685.

## Denkmalschutz
Die Anlage des ehemaligen Klosters Vornbach wird als denkmalgeschütztes Baudenkmal unter der Aktennummer D-2-75-134-31 geführt. Ebenso wird sie als Bodendenkmal im Bayernatlas unter der Aktennummer D-2-7546-0115 und der Beschreibung „untertägige mittelalterliche und neuzeitliche Befunde im Bereich des Schlosses Vornbach, zuvor mittelalterliche Burg, anschließend Kloster mit der Pfarrkirche Maria Himmelfahrt, darunter die Spuren von Vorgängerbauten bzw. älteren Bauphasen“ genannt.

## Mit Kloster Vornbach verbundene Bauten

### Friedhofskirche St. Martin

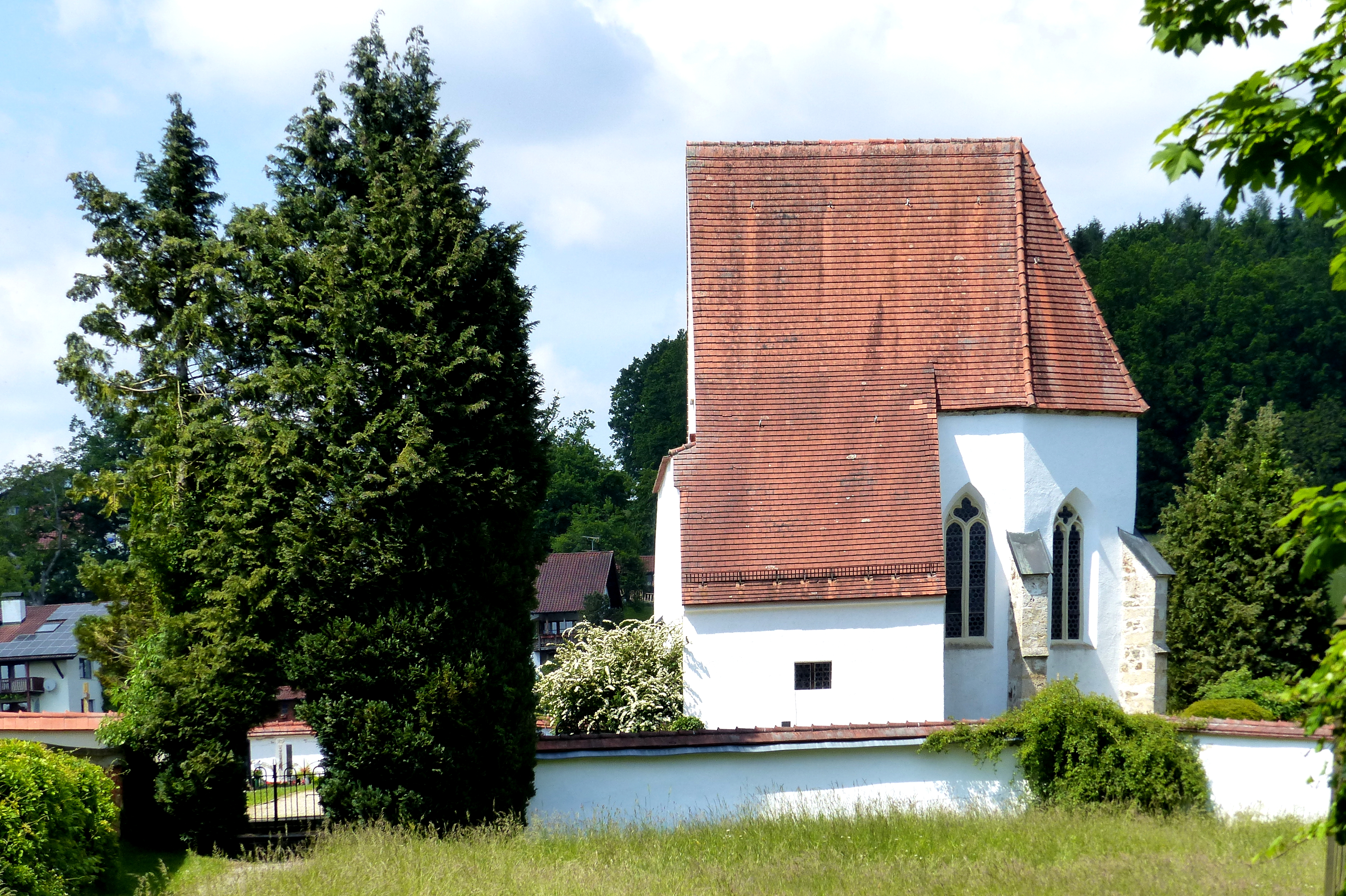
Friedhofskirche St. Martin, Vornbach

Die ehemalige Pfarrkirche von Vornbach war dem heiligen Martin geweiht. Nach der Säkularisation des Klosters wurden die Pfarrrechte auf die ehemalige Klosterkirche übertragen. Im Jahre 1826 wurde die St. Martins-Kirche bis auf das Presbyterium abgetragen, und dieses diente in der Folge als Friedhofskapelle und Leichenhalle. 1975 wurden bei Restaurierungsarbeiten Fresken aus dem 15. Jahrhundert entdeckt und teilweise freigelegt.

### Wallfahrtskirche „Maria am Sand“
Die Wallfahrtskirche „Maria am Sand“ von Vornbach war das älteste Gotteshaus im Ort. Bereits vor Gründung des Klosters im Jahre 1094 bestand an dieser Stelle eine bedeutende Wallfahrt.
Die mit reichem Stuck von Franz Xaver Holzinger geschmückte Kirche wurde nach der Säkularisation im Jahre 1831 abgerissen. Das Gnadenbild wurde in die ehemalige Klosterkirche übertragen.

### Mariä-Himmelfahrt-Kirche Neunkirchen
Die Stiftskirche Mariä Himmelfahrt des Klosters Vornbach ist die Mutterkirche der Mariä-Himmelfahrt-Kirche in Neunkirchen in Österreich.